# DigiKam
digiKam es un organizador de imágenes y editor de etiquetas libre y de código abierto escrito en C++ que utiliza las aplicaciones del escritorio KDE.

## Características
digiKam se ejecuta en la mayoría de los entornos de escritorio y gestores de ventanas conocidos, siempre y cuando se instalen las bibliotecas necesarias. Es compatible con los principales formatos de archivos de imagen, como JPEG y PNG, así como con más de 800 formatos de imágenes raw, y puede organizar colecciones de fotografías en álbumes clasificados por directorios o álbumes dinámicos por fecha, línea de tiempo o por etiquetas.  Los usuarios también pueden añadir subtítulos y puntuaciones a sus imágenes, buscar a través de ellas y guardar las búsquedas para su uso posterior. Mediante el uso de complementos (plug-ins), los usuarios pueden exportar álbumes a diversos servicios en línea, tales como 23hq, Facebook, Flickr, Gallery2, archivos KML de Google Earth, Yandex.Fotki, MediaWiki, Rajce, SmugMug, Piwigo, Simpleviewer, Picasa Web Albums. También hay disponibles complementos que permiten grabar fotos en un CD y crear galerías web.
digiKam proporciona funciones para organizar, previsualizar, descargar y/o borrar imágenes de cámaras digitales. Las autotransformaciones básicas también pueden ser desplegadas sobre la marcha durante la descarga de imágenes. Además, digiKam ofrece herramientas de mejoramiento de imágenes a través de su framework KIPI (KDE Image Plugins Interface) y sus propios plugins, como remoción de ojos rojos, gestión de color, filtros de imagen o efectos especiales. digiKam era la única aplicación gratuita de gestión de fotos en Linux que podía manejar imágenes de 16 bits/canal, hasta que la versión 4.0 de RawTherapee fue lanzada en 2011, usando un nuevo motor de 32 bits/canal para todo el procesamiento interno de imágenes. El sistema de gestión de activos digitales es el pilar de digiKam.
Algunas de sus características avanzadas son:
- Soporte para imágenes de 16 bits/color/píxeles
- Soporte nativo JPEG 2000
- Soporte para notas del fabricante y metadatos IPTC
- Geolocalización fotográfica
- Configuración avanzada de la descodificación de imágenes en bruto (RAW)
- Previsualización rápida en bruto
- Soporte de metadatos de las imágenes RAW
- Mesa de luz para comparar fácilmente imágenes similares

## Detección y reconocimiento de rostros
A partir de la versión 2.0, digiKam ha introducido el reconocimiento facial que permite identificar automáticamente las fotos de ciertas personas y etiquetarlas. El gestor de fotos de digiKam fue el primer proyecto gratuito que ofrecía una funcionalidad similar, con reconocimiento facial previamente implementado sólo en productos propietarios como Google Picasa, Apple iPhoto y Windows Live Photo Gallery.
El reconocimiento facial se implementó en la versión 2.0 a través de la librería libface, y a partir de la versión 3.3 se basa en el trabajo del proyecto OpenTLD. La versión 7.0.0-beta1 utiliza el módulo de Red Neural Profunda de la biblioteca OpenCV.

## Otros sistemas operativos
- Windows: digiKam es parte de la KDE en Windows. El programa puede ser instalado con la librería digiKam-msvc de KDE Installer.
- Existe un port oficial en Mac OS X que puede ser compilado desde cero o usando MacPorts.
- La mayoría de los sistemas operativos tipo Unix también son compatibles.

## Premios
digiKam ha recibido el premio TUX 2005 y 2008, así como el Readers' Choice Award en la categoría de 'Herramienta de fotografía digital favorita' de Linux Journal.